# Хіннамнор (тайфун)
Тайфун «Хіннамнор» (англ. Typhoon Hinnamnor) також відомий як Тайфун Генрі (англ. Typhoon Henry) — дуже великий і потужний тропічний циклон, який вплинув на: Японію, Південну Корею, Тайвань, Філіппіни та Росію. За ніч Хіннамнор очистив око та посилився до супертайфуну, 5 категорії  першого тропічного циклону в 2022 році.
Після цього Хіннанмор ослаб через цикл заміни очної стінки. Однак він знову посилився до супертайфуну 5 категорії з більшим оком на південь від Окінави. Все більш вороже середовище спричинило його втрату своїх конвективних характеристик у ніч на 1 вересня послабивши його тайфуну 1  категорії. Коли шторм прискорився на північ у Східно-Китайському морі, він протягом наступного дня та знову почав посилюватися. Шторм знову до 3 категорія 4 вересня і попрямував на північний схід до Пусана. Почавши останній раз слабшати 5 вересня, шторм обрушився на сушу пізно того ж дня як тайфун, еквівалентний 2 категорії, і почав позатропічний перехід.
З наближенням Хіннамнора в Японії, Китаї, Тайвані та Південній Кореї було видано багато попереджень щодо шторму. Тайфун приніс на Окінаву зливові дощі та сильний вітер, і тисячі будинків постраждали від відключення електроенергії. Сильні дощі торкнулися північних районів Тайваню, а на Філіппінах через повінь Хіннамнор загинув чоловік. Тайфун вийшов на південний-схід від Кодже в Південній Кореї, вимкнувши електроенергію в десятках тисяч будинків. Загалом тайфун став причиною 12 смертей, 1 зниклого безвісти та завдав шкоди на 1,21 мільярда доларів у кількох країнах.

## Метеорологічна історія

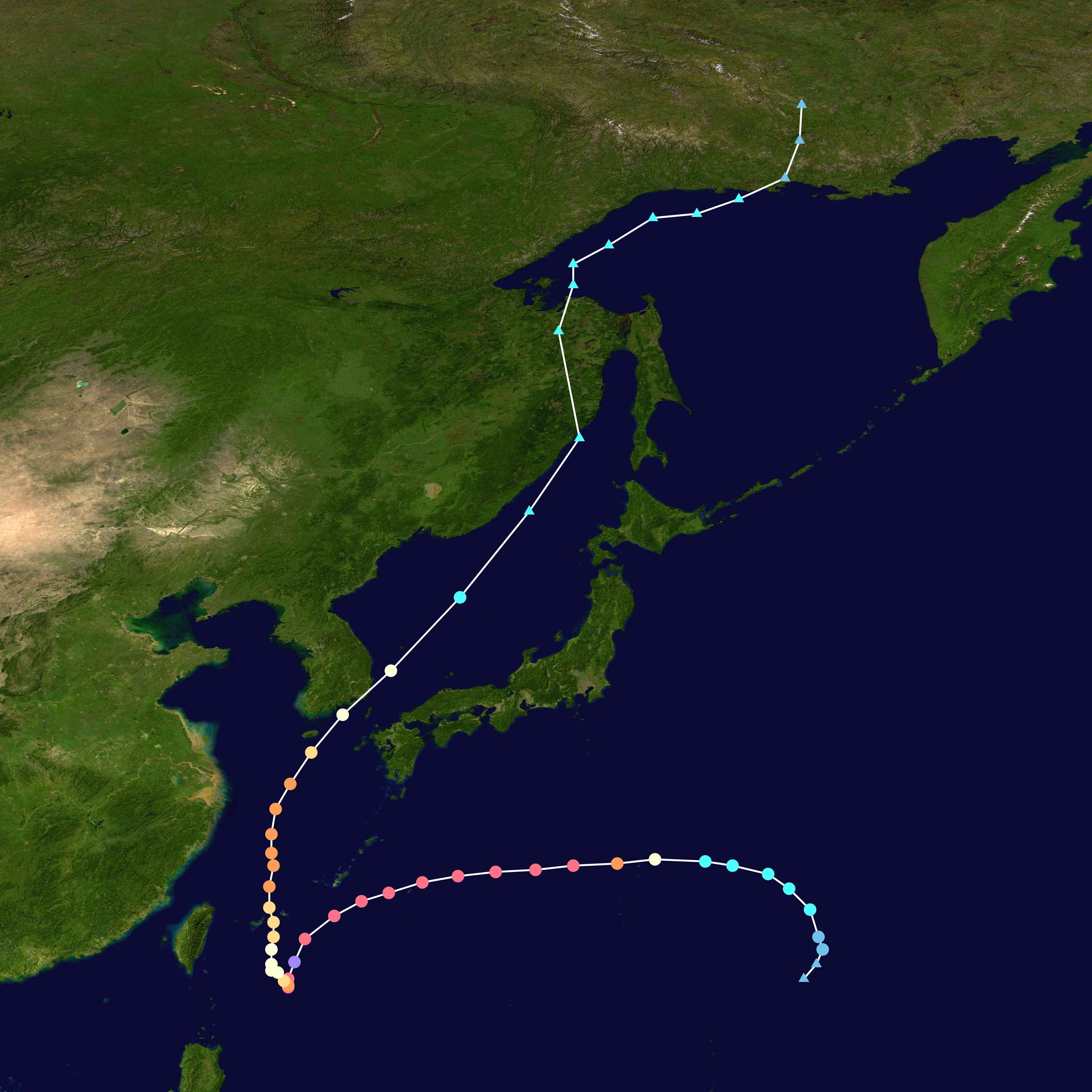
Карта шляху і інтенсивності Тайфуну Хіннамнор

27 серпня Об'єднаний центр попередження про тайфуни почав моніторинг тропічного хвилювання приблизно в 500 морських милях (925 км; 575 миль) на схід-південний схід від [[Іото]. Супутникові зображення показали, що північна та південно-східна області супроводжувалися глибокою конвекцією, що загорталася в центр низького рівня. Близько 00:00 UTC 28 серпня Метеорологічне управління Японії (JMA) почало моніторинг тропічної депресії, яка розвинулась у Філіппінському морі. Пізніше, о 04:00 UTC того ж дня, JTWC видав попередження про формування тропічного циклону (TCFA) для Invest 90W.
Початок швидкого посилення над теплими водами, слабкий вертикальний зсув вітру та високий вміст тепла в океані, JMA та JTWC модернізували систему до тропічного шторму, при цьому JMA присвоїла системі назву Хіннамнор. Хіннамнор продовжував організовуватися і посилився до сильного тропічного шторму на початку наступного дня. Хіннамнор посилився в тайфун, зробивши його четвертим тайфуном сезону.

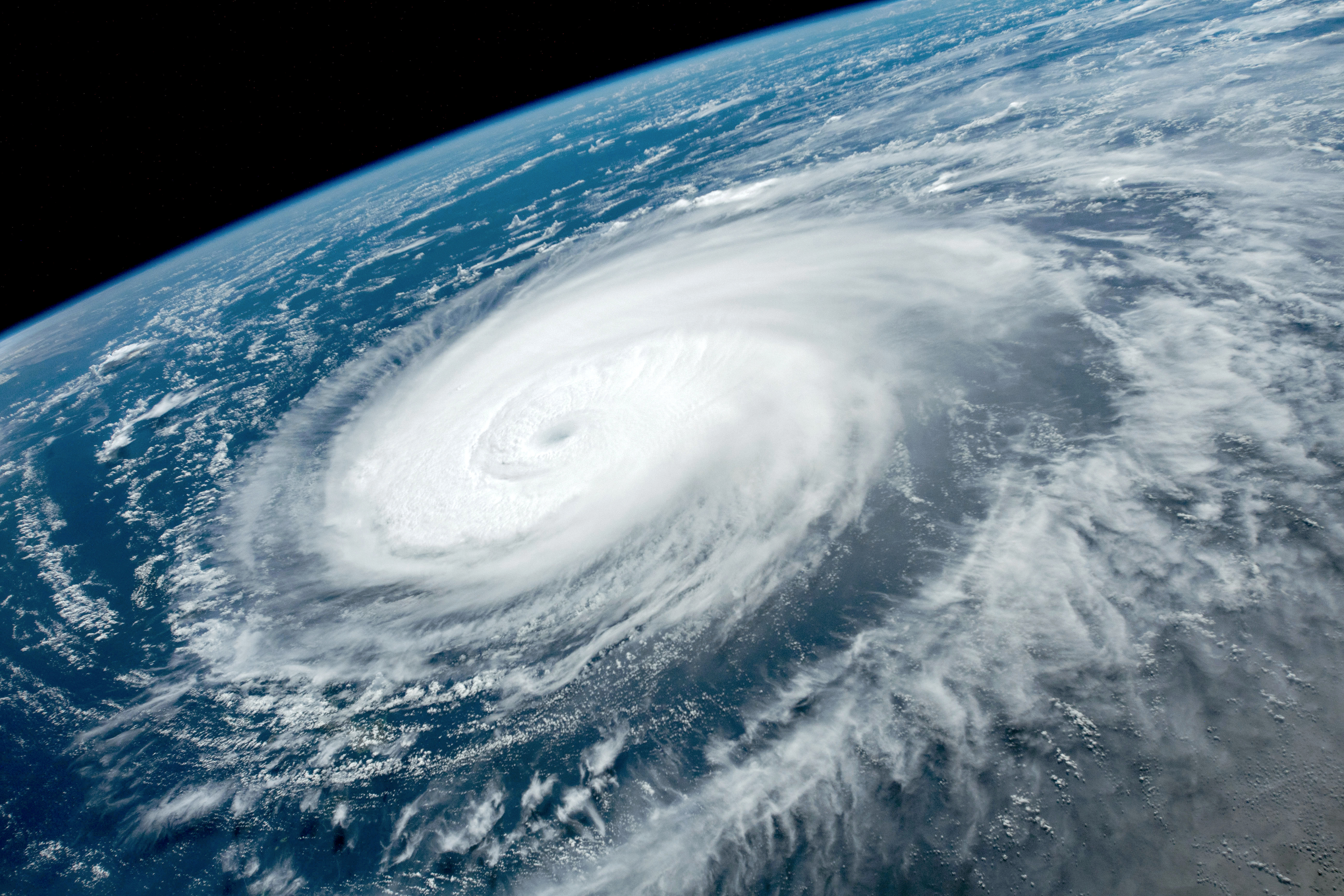
Фото тайфуну Хіннамнор, зроблене на борту Міжнародної космічної станції, коли тайфун був на південний-схід від Окінави 31 серпня

О 09:00 UTC JTWC підвищив статус тайфуну Хіннамнор до 1 категорії з максимальною швидкістю вітру 75 вузлів (140 км/год; 85 миль/год). Зображення виявило невелику, чітко виражену мікрохвильову особливість ока. Швидке посилення відбулося тайфун посилився до 3 категорії. Тайфун швидко посилювався до 4  категорії зі швидкістю 125 вузлів (230 км/год; 145 миль/год); проте в оці діаметром 8 морських миль (15 км; 9,2 миль) було кілька вигнутих смуг. Близько 15:00 UTC 30 серпня JTWC класифікувала Хіннамнор як супертайфун. Вночі Хіннамнор розчистив невелике око, і посилився до 5 категорії. У цей час JTWC оцінив швидкість вітру 140 вузлів (260 км/год; 160 миль/год), а JMA оцінив мінімальний центральний тиск у 920 гПа (27,17 дюйма рт. ст.).

Тайфун «Хіннамнор» швидко посилюється 29 серпня

Хіннамнор знову ослаб до супертайфуну 4 категорії після початку циклу заміни очної стінки. Хіннамнор увійшов до зони відповідальності на Філіппінах і отримав ім'я Генрі. Коли він прямував до островів Рюкю, Хіннамнор продовжив реорганізацію із більшим оком. Він знову посилився до супертайфуну 5 категорії 1 вересня і, в той же час, Тропічної депресії 13W (Гардо), вбудованої в поле вітру з Хіннамнором. Хіннамнор ослаб до супертайфуну 4 категорії до 09:00 UTC через подовження конвективного ядра та нижчу температуру поверхні моря. Через північно-східний вертикальний зсув вітру Хіннамнор знову ослаб до тайфуну 4 категорії. Швидкість вітру Хіннамнора була оцінена лише в 95 вузлів (175 км/год; 110 миль/год), що зробило його еквівалентом 2 категорії 2 вересня О 09:00 UTC, Хіннамнор ще більше послабився до 1 категорії коли він нарешті почав рухатися на північний-захід у Східнокитайському морі. Він відновив свої конвективні властивості та 3 вересня знову отримав статус тайфуну 2 категорії. Пізніше Хіннамнор перетнув острови Сакісіма. [31] Потім вийшов з зони відповідальності Філіппін о 01:30 PHT 4 вересня (17:30 UTC 3 вересня), а PAGASA випустила свій останній бюлетень для системи о 05:00 PHT (21:00 UTC 3 вересня) того ж день.
Система знову посилилася до 3 категорії, коли він посилився, з глибокою конвекцією, яка стала більш симетричною 4 вересня. Хіннамнор продовжував посилюватись незважаючи на вторгнення сухого повітря із заходу. Його око повільно заповнювалося хмарами. О 21:00 UTC 5 вересня JTWC ще більше знизив силу до 2 категорії. За даними Корейського метеорологічного управління (KMA), Хіннамнор вийшов на сушу на південний-схід від Кодже, провінція Південний Кьонсан, Південна Корея. О 03:00 UTC наступного дня JTWC випустив своє останнє попередження щодо системи, коли вона почала перехід у позатропічний циклон з його фронтальною структурою. Незабаром після цього JMA знизило статус тайфуну до сильного тропічного шторму. JMA опублікував свою останню консультацію щодо Хіннамнора та оголосив його позатропічним мінімумом. Найнижчий рівень перемістився на північ і востаннє був помічений в Охотську, Росія, 7 вересня.

## Підготовка

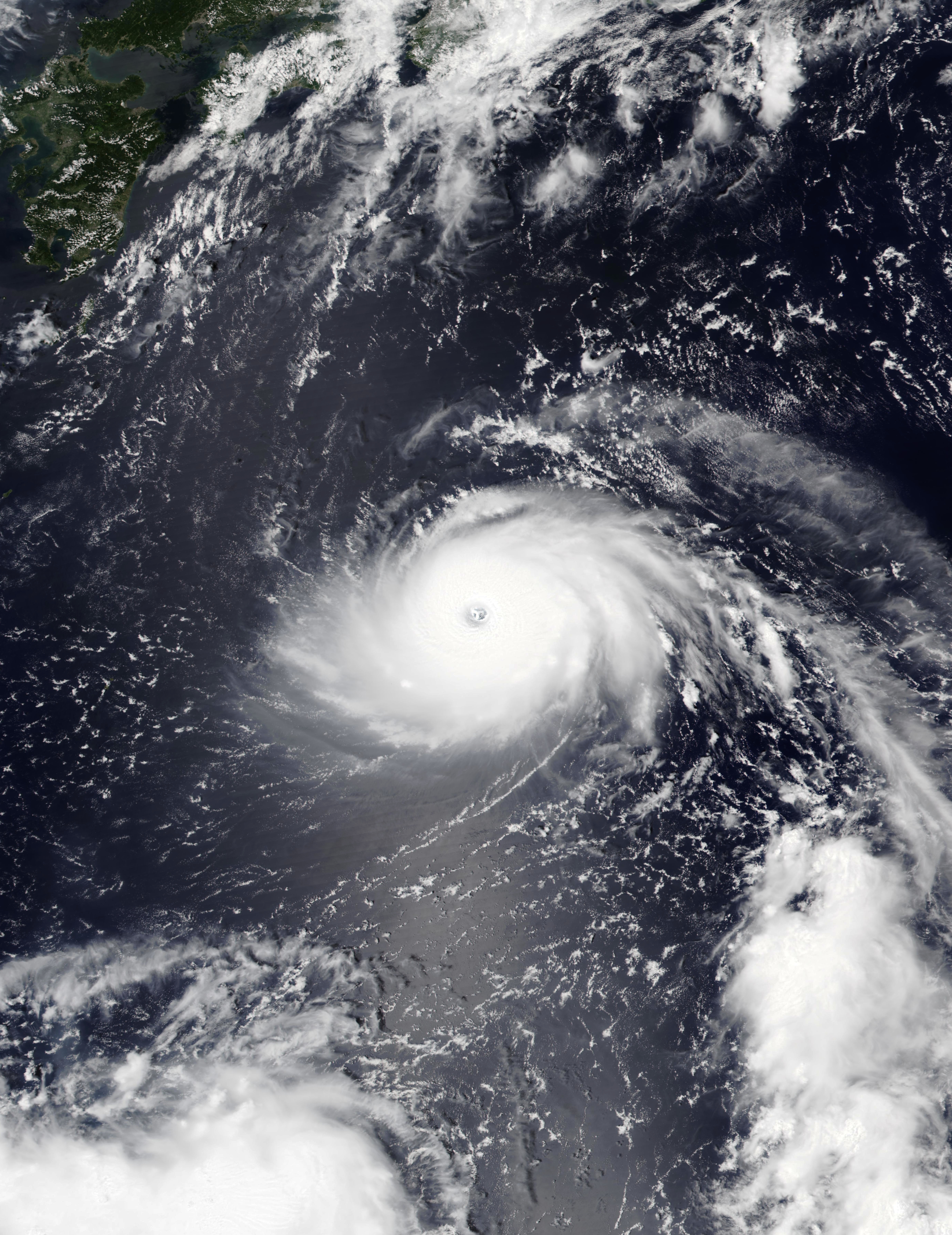
Хіннамнор на першому піку інтенсивності.